# Beaumontia jerdoniana
Beaumontia jerdoniana är en oleanderväxtart som beskrevs av Robert Wight. Beaumontia jerdoniana ingår i släktet Beaumontia och familjen oleanderväxter. Inga underarter finns listade i Catalogue of Life.